# Johann Heinrich Franz
Johann Heinrich Franz (* 27. Mai 1813 in Lobenstein; † 26. Juni 1862 ebenda) war ein deutscher Notar und Politiker.

## Leben
Franz war der Sohn des Weißbäckermeisters Johann Christian Gottlieb Franz und dessen Ehefrau Marie Christiane, geborene Rau. Er war evangelisch-lutherischer Konfession und blieb unverheiratet.
Franz studierte bis 1837 Staats- und Rechtswissenschaften in Leipzig und schloss das Studium mit der Promotion zum Dr. jur. ab. Nach dem Studium lebte er als Advokat und Notar in Lobenstein.
Politisch vertrat er konservative, monarchistische Positionen. Vom 28. August bis zum 21. Dezember 1849 und vom 12. Februar 1852 bis zum 2. November 1853 war er Abgeordneter im Landtag Reuß jüngerer Linie. Daneben war er Freimaurer und 1845 bis 1848 Ehrenmeister der Loge Archimedes zum ewigen Bunde in Gera.